# Eriocaulon microcephalum
Eriocaulon microcephalum är en gräsväxtart som beskrevs av Carl Sigismund Kunth.
Eriocaulon microcephalum ingår i släktet Eriocaulon och familjen Eriocaulaceae. Inga underarter finns listade i Catalogue of Life.